# 69-я пехотная дивизия (Российская империя)
69-я пехотная дивизия — пехотное соединение в составе российской императорской армии

## История дивизии
Сформирована в июле 1914 года из кадра 31-й пехотной дивизии. Вошла в состав 3-й армии Юго-Западного фронта. 18.09.1914 подчинена командующему формируемой Блокадной армии. Включена в состав 28-го армейского корпуса Юго-Западного фронта. 23.02.1915 69-я пехотная дивизия выведена из состава корпуса и подчинена командующему 8-й армии Юго-Западного фронта.

69-я пехотная дивизия (Львов, Перемышль, Карпаты, отход из Галиции, окопная война Северного фронта) показала себя надёжной.— А. А. Керсновский. История Русской армии
Сражалась в Рава-Русской операции 1914 г.
69-я артиллерийская бригада сформирована в июле 1914 года по мобилизации в Белгороде из кадра, выделенного 31-й артиллерийской бригадой.

## Состав дивизии
- 1-я бригада
  - 273-й Богодуховский пехотный полк
  - 274-й Изюмский пехотный полк
- 2-я бригада
  - 275-й Лебединский пехотный полк
  - 276-й Купянский пехотный полк
- 69-я артиллерийская бригада

## Командование дивизии
«Командующий» в дореволюционной терминологии означал временно исполняющего обязанности начальника или командира.

### Начальники дивизии
- 19.07.1914 — 03.06.1917 — генерал-майор (c 12.12.1914 генерал-лейтенант) Гаврилов, Александр Петрович
- 03.06.1917 — хх.хх.хххх — командующий генерал-майор Бабочкин, Александр Артемьевич

### Начальники штаба дивизии
- 06.12.1914 — 16.07.1915 — полковник Белоусов, Иван Максимович
- 10.09.1915 — 30.01.1918 — и. д. капитан (с 06.12.1915 подполковник, с 15.08.1917 полковник) Гарф, Вильгельм Евгеньевич

### Командиры бригады
- 29.07.1914 — 22.10.1915 — генерал-майор Хвостов, Александр Михайлович
- 22.10.1915 — 13.11.1915 — генерал-майор Лятур, Стефан Юлианович
- 13.11.1915 — 25.02.1916 — генерал-майор Хвостов, Александр Михайлович
- 25.02.1916 — 09.05.1917 — генерал-майор Катлубай, Эдуард-Орест Густавович
- 09.05.1917 — хх.хх.хххх — полковник Немчинов, Григорий Тимофеевич

### Командиры 69-й артиллерийской бригады
- 25.07.1914 — 29.09.1916 — полковник (с 14.11.1914 генерал-майор) Ломиковский, Константин Владиславович
- 29.09.1916 — хх.хх.хххх — полковник (с 20.06.1917 генерал-майор) Надеин, Яков Павлович